# پرت (اسکاتلند)

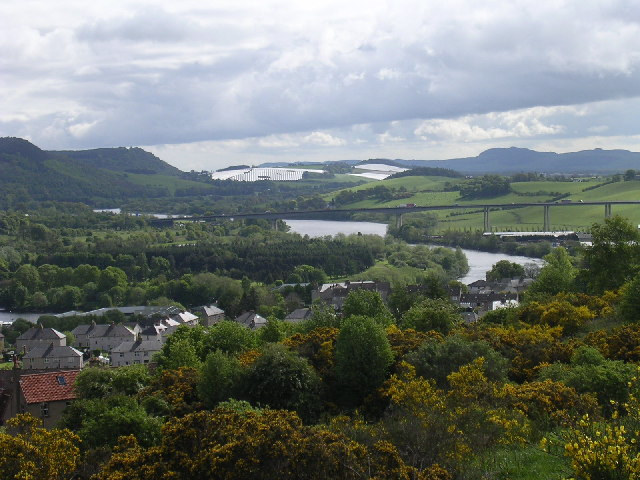
نمایی از شرق شهر پرت در اسکاتلند به همراه رودخانه «تی» و پل فرایرتن

شهر پرت (به انگلیسی: Perth) در مناطق مرکزی اسکاتلند در دوسوی رود «تِی» (Tay) قرار دارد. این شهر مرکز استان «پرت و کینراس» (Perth and Kinross) است. شهر پرت را جنگل، زمین‌های حاصلخیز کشاورزی و زمین‌های گلف احاطه کرده‌است.

## نام مشهور
چندین شهر دیگر در جهان با نام «پرت» شناخته می‌شوند که مهم‌ترین آنها شهر پرت مرکز استرالیای غربی است. نام این شهر استرالیایی به درخواست سِر جُرج ماری (Sir George Murray) وزیر جنگ و مستعمرات امپراتوری بریتانیا انتخاب شده؛ که خود وی متولد پرت در اسکاتلند بوده‌است.

## شهرهای خواهر
خواهرشهرهای پرت عبارت‌اند از:
- آشافنبورگ، آلمان
- بیدگژ، لهستان
- هایکو، چین
- پرت، کانادا
- پسکُف، روسیه
- کُنیاک، فرانسه